# Aeroportul Thimarafushi
Aeroportul Thimarafushi (IATA: TMF, ICAO: VRNT) este un aeroport din Thimarafushi⁠(d), Thaa Atoll⁠(d), Maldive ce deservește zona Kolhumadulhu Atoll⁠(d).
Situat la o altitudine de 2 m, aeroportul dispune de o singură pistă. Este operat de Maldivian⁠(d).